# كاش فلو (فلم)
كاش فلو هو فيلم كوميدي أكشن لبناني أُنتج سنة 2012 وهو من إخراج وتأليف سامي كوجان وبطولة كارلوس عازار و نادين نسيب نجيم و طوني أبو جودة و هشام حداد ومن إنتاج شركة داي تو بيكتشرز. في سنة 2016 تم إنتاج جزء ثاني للفيلم.

## القصة
قصة الفيلم تتكلم عن رجل أعمال اسمه مازن مهدد بالإفلاس بسبب الديون، وبنفس الوقت يقع بحب زميلته الثرية لكن والدتها تجبرها على تركه لترتبط برجل أعمال آخر وألذي يهددها بحبس والدها في حالة رفضها له، فيحاول مازن انقاذه.

## البطولة
- كارلوس عازار
- نادين نسيب نجيم
- طوني أبو جودة
- هشام حداد
- شانت كباكيان
- شادي مارون
- تيتا لطيفة
- أنطونيو النجم
- سامر العشي
- هيام أبو شديد
- جويل داغر
- غسان اسطفان
- أنطوان بلابلان
- روبير فرنجية
- كلود خليل
- بيار شمعون